# کمربند ایمنی

کمربند ایمنی سه‌نقطه‌ای

کمربندِ ایمنی یک وسیلهٔ ایمنیِ کنش‌گیر در وسایل نقلیه است. این وسیله به‌منظور حفظ ایمنی سرنشین خودرو در برابر جنبش‌های آسیب‌آور که ممکن است در اثر تصادف یا توقف ناگهانی به وجود آید، طراحی شده‌است.
کمربند ایمنی به‌صورت تسمه‌ای متحرک به‌عنوان بخشی از سیستم ایمنی خودرو، نیم‌تنه بالای هر یک از سرنشینان را تحت مهار خود قرار می‌دهد، تا در صورت تصادف یا توقف ناگهانی خودرو، سرنشینان از صندلی جدا نشده و از برخورد آنان به شیشه جلو یا دیگر اجزای درونی خودرو یا پرتاب شدن آن‌ها به خارج جلوگیری شود. استفاده از کمربند ایمنی در هواپیماها برخلاف وسایل نقلیه جاده‌ای نه برای محافظت در برابر تصادفات بلکه برای خنثی‌سازی اثر آشفتگی یا همان چاله‌هوایی است. همچنین کمربند ایمنی خودرو توسط یکی از کارکنان شرکت ولوو اختراع و ثبت شد اما به دلیل ضروری و حیاتی بودن کمربند ایمنی به تمام شرکت‌های خودروسازی اجازه استفاده از آن را دادند.

## تاریخچه و فناوری
کمربند ایمنی در ابتدا به‌صورت دونقطه‌ای (مانند کمربند ایمنی در هواپیماهای مسافربری) در دهه چهل میلادی طراحی و توسط برخی شرکت‌های آمریکایی در خودروهای تولیدی کارگذاری شد. پس از آن در دهه پنجاه میلادی، کمربندهای دو نقطه‌ای طراحی شدند که برخلاف کمربندهای معمول آن زمان نه از روی لگن که به صورت اریب از روی سینه سرنشین خودرو رد می‌شد. اما این طرح نیز پس از آزمایش‌های اولیه به‌دلیل بالابودن خطر مصدومیت اعضای داخلی بدن، کنار گذاشته شد. سرانجام در سال ۱۹۵۸ با به‌کارگیری سه نقطه اتکا توسط یک مهندس سوئدی صنایع هواپیماسازی به‌نام نیلس بوهلین تحول بزرگی در طراحی و تولید کمربند ایمنی به وجود آمد.

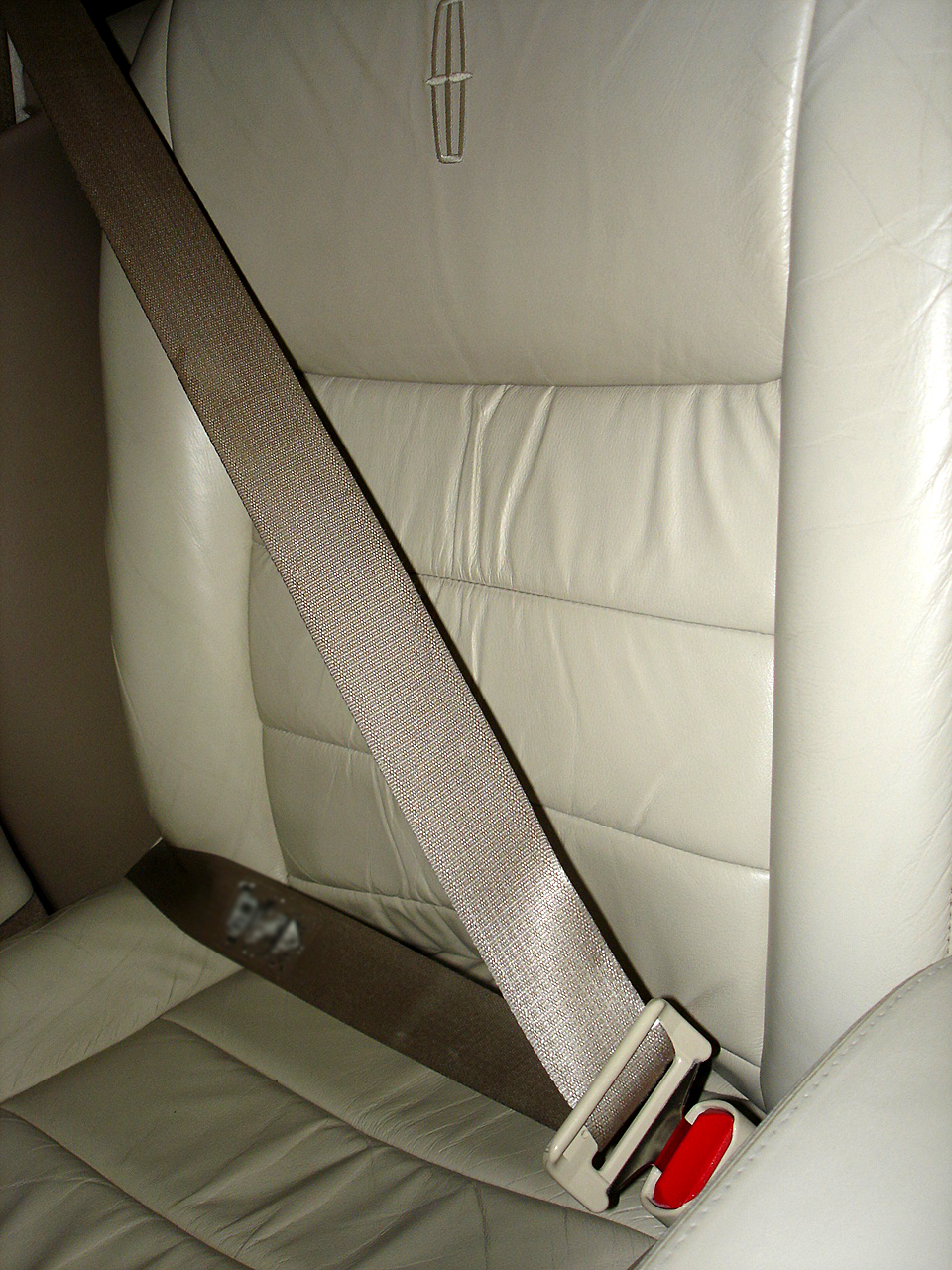
کمربند ایمنی سه‌نقطه‌ای در یک خودرو

کمربند ایمنی سه‌نقطه‌ای طوری طراحی شده‌بود که با استفاده از یک دست بسته می‌شد. ویژگی این کمربند این است که به شکل V از روی لگن و قفسه سینه سرنشین رد می‌شود و در قفلی که در کنار صندلی تعبیه شده، قرار می‌گیرد. شرکت ولوو به‌عنوان ثبت‌کننده این اختراع، ضمن خارج ساختن انحصار تولید این وسیله به منظور ترویج و پیشبرد آن، از سال ۱۹۵۹ به عنوان نخستین شرکت خودروسازی، به‌کارگیری آن در اتومبیل‌های تولیدی خود آغاز کرد.
مطالب منتشرشده در فضاهای مجازی مبنی براینکه یک ایرانی به اسم غلامرضا اسکندریان مبدع کمربند ایمنی بوده‌است کاملاً دروغ و شایعه و حاصل توهمات نویسنده است.
استفاده از کمربند ایمنی در ردیف جلو، تقریباً در تمامی کشورهای جهان و در هر دو ردیف جلو و عقب در اروپا اجباری است.